# Hydrothrix
Hydrothrix é um género botânico pertencente à família Pontederiaceae.
1. ↑  «Hydrothrix — World Flora Online». www.worldfloraonline.org. Consultado em 19 de agosto de 2020